# Довге озеро (Верхньодвінський район)
До́вге (біл. Доўгае) — невелике озеро в Верхньодвінському районі Вітебської області Білорусі, розташоване на кордоні із Латвією.
Озеро розташоване за 21 км на захід від міста Верхньодвінськ, у басейні річки Росиця (права притока Західної Двіни).
Довжина озера — 1,12 км, ширина — 120 м, площа — 0,1 км². На північному сході з озера витікає невеликий струмок і впадає в озеро Чорне. Через озеро збудовано канал, який є кордоном між двома державами. Площа водозбору — 1 км².
Озеро обмежене схилами висотою до 20 м, порослими лісами. Береги майже повсюдно зливаються зі схилами, на північному сході — заболочені.
Поблизу знаходяться села: Юльяново — зі сторони Білорусі і Борзюки — із Латвійської сторони.